# Gens Sulpicia
La gens Sulpicia fue un conjunto de familias de la Antigua Roma que compartían el nomen Sulpicio. Tienen su origen en la primitiva Roma republicana cuando los Sulpicios Camerinos, de extracción patricia, ocuparon diversos cargos de responsabilidad. Durante las Repúblicas media y tardía se dividieron en varias ramas y aparecen esporádicamente en los fastos. De los Sulpicios patricios desciendía el emperador Galba. Sulpicia Driantila, esposa de Regaliano, usurpador del siglo III, quizá perteneció también a esta gens.

## Origen
A finales de la República, los Sulpicios se decían descendientes de Júpiter a través de los reyes albanos, a tenor de las acuñaciones de ciertos miembros de la gens en las que estaba representada la cerda de Lavinium.

## Praenomina utilizados por la gens
Los Sulpicii hicieron uso regular de sólo cuatro praenomina: Publius, Servius, Quintus y Gaius.  El único otro praenomen aparecido bajo la República es Marcus, conocido como el padre de Cayo Sulpicio Pético, cónsul cinco veces durante el siglo IV a. C.  El último de los Sulpicii conocido por haber ejercido el consulado en el siglo II se llamaba Sextus, un praenomen desconocido por otra parte en la gens.

## Ramas y cognomina de la gens
Durante la República, ramas del gens Sulpicia fueron identificadas por varios cognomina, el tercer elemento del Nombre romano. Estos incluyen Camerinus Cornutus, Galba, Gallus, Longus, Paterculus, Peticus, Praetextatus, Quirinus, Rufus, y Saverrio. Además de estos cognomina,  conocemos algunos otros apellidos que pertenecen a libertos y a otras personas bajo el Imperio. En monedas encontramos los apellidos Galba, Platorinus, Proclus, y Rufus.
El primer miembro de la gens que obtuvo el consulado fue Servio Sulpicio Camerino Cornuto, en 500 a. C., sólo nueve años después de la expulsión de los Tarquinios, y el último nombre que aparece en los Fasti consulares fue Sexto Sulpicio Tértulo en 158 d. C.. A pesar de ser originalmente patricios, la familia también tuvo miembros plebeyos, algunos de los cuales pueden haber sido descendientes de libertos de la gens.
Camerinus era el nombre de una vieja familia patricia de la gens Sulpicia, el cual probablemente derivó su nombre de la ciudad antigua de Cameria o Camerium, en Latium. Muchos de ellos llevaron el agnomen Cornutus, de un adjetivo latino que significa "cornudo". Los Camerini frecuentemente ejercieron los más altos cargos del estado en los primeros tiempos de la República; pero después de 345 a. C., cuando Servio Sulpicio Camerino Rufo era cónsul, no volvemos a oír de ellos durante más de cuatrocientos años, hasta que Quinto Sulpicio Camerino obtuvo el consulado en el año 9.  La familia estuvo considerada una de las más nobles de Roma en el tiempo temprano del Imperio.
Los Praetextati aparecen en la segunda mitad del siglo V a. C. La familia parece haber sido pequeña, descendiente de los Camerini. Probablemente derivó su nombre de uno de los varios significados relacionados. Praetextus, generalmente se refiere a la ropa con un borde decorado, y especialmente a la toga praetexta, una toga con un borde morado llevada por chicos y magistrados. Algo velado o encubierto también podría ser descrito como praetextatus.
Los Sulpicii Longi florecieron durante el siglo IV a. C., desde el tiempo de la batalla de Alia de Roma en 390 a. C., hasta el periodo de las guerras samnitas. El cognomen Longus puede haber sido concedido al antepasado de esta familia por ser particularmente alto.
El apellido Rufus, significando "rojo", probablemente se refiere al color del cabello de uno de los Sulpicii, y puede haber empezado como rama menor de los Camerini, cuando ambos cognomina estuvieron unidos en el cónsul de 345 a. C.
Los Sulpicii Galli eran una familia de los siglos II y III a. C. Su cognomen puede referir a un gallo, o a un galo. El más grande de esta familia, Cayo Sulpicio Galo, fue un general exitoso y estadista, así como orador y erudito muy admirado por Cicerón.
Los Sulpicii Galbae se distinguieron primero durante la segunda guerra púnica, y llegaron hasta el siglo I, cuando Servius Sulpicius Galba reclamó el título de emperador. El apellido puede compartir una raíz común con el adjetivo galbinus, un color verdoso amarillo, a pesar de que su importancia exacta con respecto a los Sulpicii no es clara.